# Шишков, Михаил Фёдорович
Михаил Фёдорович Шишков (17 октября 1921 года, дер. Кальтовка, ныне Иглинский район, Башкирия — 5 сентября 2015) — советский лётчик минно-торпедной авиации ВМФ СССР в годы Великой Отечественной войны, Герой Советского Союза (5.11.1944). Полковник (14.05.1954) Вооружённых сил СССР; генерал-майор Украины (2001). Заслуженный военный лётчик СССР (1966).

## Биография
Родился в семье крестьянина. Окончил 7 классов школы.
Призван в Красную Армию в августе 1940 года. Был зачислен в Молотовское военное училище лётчиков, но затем переведён в 14-ю военную школу лётчиков в городе Энгельсе, которую окончил в июле 1941 года. После её окончания зачислен в 1-ю резервную авиационную бригаду ВВС Орловского военного округа, затем служил инструктором в ряде учебных авиачастей. В июле 1942 года переведён из ВВС РККА в ВВС ВМФ СССР, но продолжал оставаться на инструкторской работе в тылу. Летал на самолётах Р-5, СБ, Ил-4.
Воевал на фронтах Великой Отечественной войны с сентября 1943 года, когда после многочисленных рапортов его направили наконец в ВВС Балтийского флота. Командовал звеном 1-го гвардейского минно-торпедного авиационного полка 8-й минно-торпедной авиационной дивизии ВВС Балтийского флота. Уже на фронте освоил торпедоносец А-20G «Бостон». Член ВКП(б) с 1944 года. Штурманом его экипажа был И. Д. Бабанов.
К сентябрю 1944 года гвардии лейтенант М. Ф. Шишков совершил 75 боевых вылетов. Торпедировал и потопил 6 транспортов и танкер противника общим водоизмещением 35 000 тонн.
Указом Президиума Верховного Совета СССР от 5 ноября 1944 года «за образцовое выполнение боевых заданий Командования на фронте борьбы с немецкими захватчиками и проявленные при этом отвагу и геройство», капитану Шишкову Михаилу Фёдоровичу присвоено звание Героя Советского Союза с вручением ордена Ленина и медали «Золотая Звезда».
К Победе совершил 157 боевых вылетов, потопил лично 10 транспортов, танкер, сторожевой корабль, в группе — 1 транспорт. Общее водоизмещение потопленных М. Ф. Шишковым плавсредств противника составляет 75 100 тн.
После войны продолжал службу в авиации ВМФ. В 1947 окончил Высшие офицерские курсы авиации ВМФ в Риге. Служил в должности заместителя командира 9-го гвардейского минно-торпедного авиаполка ВВС Северного флота. В 1957 году окончил авиационный факультет Военно-морской академии имени К. Е. Ворошилова. Затем служил на Тихоокеанском флоте, где был командиром 36-го минно-торпедного авиационного полка, 317-го смешанного авиаполка и заместителем командира 25-й морской ракетоносной авиационной дивизии. Освоил вертолёт Ми-4, гидросамолет Бе-6 и реактивные самолёты Ил-28, Ту-14, Ту-16, Ту-104. С августа 1967 года — заместитель начальника 33-го центра боевого применения и переучивания лётного состава Авиации ВМФ в городе Николаеве. С декабря 1975 года полковник М. Ф. Шишков в запасе.
Жил в городе Николаеве. Работал руководителем полётов летно-испытательной станции авиаремонтного завода в Кульбакино. Активно занимался общественной деятельностью, в 1976—1987 годах являлся членом Совета ветеранов Украинской ССР и членом президиума Николаевской областной организации ветеранов войны. Автор мемуаров.

## Награды
- Герой Советского Союза (5.11.1944)
- Орден Ленина (5.11.1944)
- Четыре ордена Красного Знамени (17.02.1944, 20.05.1944, 18.07.1944, 13.10.1944)
- Орден Ушакова 2-й степени (17.05.1945)
- Орден Отечественной войны 1-й степени (11.03.1985)
- Два ордена Красной Звезды (1955, 1956)
- Орден «За службу Родине в Вооружённых Силах СССР» 3-й степени (1975)
- Медаль «За оборону Ленинграда»
- Медаль «За взятие Кёнигсберга»
- Ряд других медалей СССР
- Почётное звание «Заслуженный военный лётчик СССР» (16.08.1966)
- Орден Богдана Хмельницкого II степени (Украина, 2015)[7] и III степени (1999)
- Почётный гражданин города Николаева

## Сочинения
- Шишков М. Ф. Исповедь балтийского торпедоносца. — Николаев, 2013.
- Шишков М. Ф. Нас звали «Смертниками». Исповедь торпедоносца. — М.: Литагент «Яуза», 2014. — 660 с.

## Память
- В селе Иглино установлен бюст Героя на Аллее Героев в парке имени Е. Иглиной и его именем названа улица.
- Бюст установлен в родном селе Кальтовка у здания школы.
- В городе Николаеве на доме, в котором он жил, и на зданиях Кальтовской средней школы и Уфимской средней школы № 19 установлены мемориальные доски.
- Почётный солдат Николаевского специализированного центра боевой подготовки авиационных специалистов Вооружённых сил Украины.